# Мариан Симион
Мариан Симион (рођен 14. септембра 1975. године у Букурешту) је румунски боксер ромског поријекла, који се такмичио на Олимпијским играма.

## Спортска каријера
Његове медаље на аматерском првенству ЕУ укључују злато 2004. године, сребро 1996. године и бронзу 1998. и 2002. године. 
Године 1997. треће мјесто на Свјетском првенству у аматерском боксу 2001. године. у Белфасту након што је освојио свјетску титулу на претходном турниру у Хјустону, Тексас, Сједињене Америчке Државе. 

#### Олимпијске игре
Године 2016. на Љетњим олимпијским играма 1996. године у велтер категорији (до 67 кг) освојио је треће мјесто и бронзану медаљу. До свог тријумфа је дошао побјеђујући своје противнике:
- Hussein Bayram (Француска)  13-61
- Fernando Vargas (САД) 8-7
- Hassan Al (Данска) 16-8

На крају пораз
- Juan Hernández Sierra (Куба) 7-20

Његов најбољи резултат на Олимпијским играма је друго мјесто и сребрна медаља у лакој средњој категорији (71 кг) на Љетњим олимпијским играма 2000. године. До свог тријумфа је дошао побјеђујући своје противнике
- Ciro di Corcia (Италија) 19-8
- José Luis Zertuche (Мексико) RSC 3
- Frédéric Esther (Француска) RSC 3
- Pornchai Thongburan (Тајланд) 26-16

На крају пораз
- Yermakhan Ibraimov (Казакстан) 23-25

Симион се квалификовао за Љетње олимпијске игре 2004. године. тако што је био први на 2. АИБА Европском олимпијском квалификационом турниру 2004. години у Варшави, Пољска. 
Поражен од Ramadan Yasserа (Египат) 29-36

## Награде и почасти
Мариан Симион је 20. децембра 1999. године био почасни гост на „Миленијумској вечери“ коју је приредио краљ Михаи, бивши суверен Румуније, у Вили Лац 1 у Букурешту. Вечери су присуствовали и есејиста Хориа Роман Патапиевици, доктор Шербан Брадиштеану, свјетски шампион у боксу Крину Олтеану и шампион Иван Пацаихин.
Године 2000. одликован је националним орденом „Вијерна служба“ са чином витеза. То је други највиши национални орден Румуније.

## Приватни живот
Мариан Дорел је старији брат олимпијског боксера Дорела Симиона.